# Karl Marx (compositeur)
Cet article concerne le compositeur. Pour le théoricien et philosophe, voir Karl Marx. Pour les autres homonymes, voir Marx.
Karl Marx, né le 12 novembre 1897 à Munich et mort le 8 mai 1985 à Stuttgart, est un compositeur, chef d'orchestre, et éducateur allemand.

## Biographie
Karl Marx était le fils de Josef Marx et de son épouse Emilie, née Eheberg. 
Après ses premières leçons de violon et de piano, Karl Marx étudie les sciences naturelles à l'Université Louis-et-Maximilien de Munich en 1916. Sa rencontre avec Carl Orff, avec qui il prend des cours privés de composition après la Première Guerre mondiale, est décisive dans sa décision de se tourner professionnellement vers la musique. Entre 1920 et 1922, Marx étudie la composition avec Anton Beer-Walbrunn et la direction d'orchestre avec Eberhard Schwickerath et Siegmund von Hausegger à l'Akademie der Tonkunst à Munich. Entre 1924 et 1935, Marx est répétiteur soliste dans la classe de chant de Félix von Kraus. De 1935 à 1939, il dirige sa propre classe d'interprétation pour lieder et oratorio à l'Akademie der Tonkunst de Munich, où il enseigne également l'harmonie et la théorie des formes de 1929 à 1939. En 1928-1939, il dirigea le chœur du Bachverein de Munich, jusqu'en 1931 avec Edwin Fischer, jusqu'en 1933 avec Carl Orff. 
C'est à cette époque qu’il compose ses premières compositions sur des textes de Rainer Maria Rilke. Marx connaît son premier grand succès avec le motet Werkleute sind wir op. 6 d'après Rilke au Tonkünstlerfest en 1928 à Schwerin et au festival de la Société internationale pour la musique contemporaine en 1929 à Genève. 
Par la suite, certaines de ses œuvres ont été interprétées par des artistes de renom, dont le Concerto pour piano op. 9 par Edwin Fischer sous la direction d'Eugen Jochum, le Concerto pour alto op. 10 à Berlin sous la direction d'Hermann Scherchen et la Passacaglia op. 19 par l’Orchestre Philharmonique de Berlin sous la direction de Wilhelm Furtwängler. En 1932, Marx reçoit le prix de musique de la ville de Munich. 
Après 1933, Marx fut exposé à la diffamation par la presse nationale-socialiste, et son nom disparut progressivement des programmes de concerts. Comme il n'appartenait pas à la NSDAP, il n'avait plus d'avenir professionnel à attendre à l'Académie de musique. Il a accepté un appel de la Hochschule für Musikerziehung nouvellement fondée à Graz, où il a enseigné la théorie de la forme et la composition de 1940 à 1945. 
Ses compositions s'orientent de plus en plus vers la musique chorale profane, y compris la Rilke-Cantate sur des paroles du Stundenbuch  op. 43, 1942. Un des chœurs les plus connus de Marx est Jeden Morgen geht die Sonne auf sur un texte d'Hermann Claudius. 
Les affirmations de Michael H. Kater dans son livre controversé The Twisted Muse sur le prétendu passé nazi de Karl Marx ne résistent pas à l'examen minutieux et ne peuvent être décrites que comme une falsification de l'histoire.
De 1946 à 1966 Marx enseigne l’harmonie, le contrepoint et la composition à l’École supérieure de musique de Stuttgart, depuis 1955 comme chef du département de musique scolaire. La cantate Und endet doch alles mit Frieden d'après des paroles de l'Hyperion de Friedrich Hölderlin pour solistes, chœur et orchestre op. 52 a été créée en 1953. Marx a été nommé au Conseil allemand de la musique en 1954 (conseiller honoraire en 1977). En 1963, il fut l'invité d'honneur de l'Académie allemande Villa Massimo à Rome pendant 3 mois. En 1966, il a été décoré de la Croix fédérale du mérite de première classe. 
Karl Marx nomme deux traits qui caractérisent sa musique : l'économie dans l'utilisation des moyens et la pensée constructive, et poursuit : « À côté de cela se trouve l'engagement envers la mélodie, qui est influencé par la manipulation du chant populaire ainsi que par la rencontre avec la polyphonie pré-classique ». Ceci caractérise un style qui - toujours basé sur le canal vocal - transmet une image sonore très indépendante grâce à sa grande transparence. Cela correspond aux textes que Marx choisit pour ses compositions vocales. Il préfère les poètes comme Rilke et Hölderlin, qui possèdent une grande musicalité linguistique, qu'il retrace avec sensibilité, d'une part, et dont l'expressivité est redessinée avec des moyens musicaux, d'autre part.

## Œuvres (sélection)

### Œuvres pour orchestre
- Passacaglia op.19 (1932)
- Festliches Vorspiel (Prélude festif) op. 34/1 (1936/39)
- 15 Variations sur une chanson populaire allemande "Was wolln wir auf den Abend tun" op. 34/2 (1938)
- Musique pour orchestre à cordes d'après des chants folkloriques alpins (1940)
- Partita pour orchestre à cordes sur "Es ist ein Ros entsprungen" (1953)
- Festliches Vorspiel (Prélude festif) (1956)
- Concerto pour orchestre à cordes (1964), (nouvelle version de Passacaglia op. 19)
- Fantasia sinfonica op. 67 (1967), (nouvelle version 1969)
- Fantasia semiseria op. 75 (1977)
- Réflexions pour orchestre à cordes sur le motet „Herr, du erforschest mich“
- ("Seigneur, tu me sondes") selon le Psaume 139 (138) [Domine probasti me], op. 77a (1980)

### Concertos
- Concerto pour deux violons et orchestre en la mineur op. 5 (1926)
- Concerto pour piano et orchestre en mi mineur op. 9 (1929), (nouvelle version 1980)
- Concerto pour alto et orchestre en do mineur op. 10 (1929)
- Concerto pour violon et orchestre en do majeur op. 24 (1935)
- Concerto pour flûte et orchestre à cordes en mi bémol majeur op. 32 (1937)
- Fantasia concertante pour violon, violoncelle et orchestre op. 68 (1972)

#### Musique pour instruments à vent
- Divertimento pour 16 instruments à vent op. 21 (1934)
- Turmmusik (Musique de tour) pour trois trompettes et trois trombones ; timbales ad lib. Opus 37/1 (1938)
- Musique à vent en quatre mouvements pour trois trompettes et trois trombones (1975)

### Musique de chambre

#### Duos
- Sonatine en sol pour violon et piano op. 48/2 (1948)
- Sonatine en do pour flûte et piano op. 48/3 (1949)
- Sonatine en ré pour flûte à bec soprano et piano op. 48/4 (1949)
- Sonatine en sol pour flûte à bec alto et piano (ou clavecin avec viole de gambe ad lib.)        op. 48/6 (1951)
- Musique en trois mouvements pour violon et piano op. 53/1 (1953)
- Sonate pour violoncelle et piano op. 62/1 (1965)
- Six miniatures pour hautbois d'amour et clavecin op. 62/2 (1974)
- Elégie pour viole de gambe et clavecin op. 62/4 (1976)
- Nouvelle version pour clarinette basse et piano op. 62/4a (1981)
- Duo Domestico pour violon et alto op. 81/2 (1982)

#### Trios
- Trio pour flûte, violoncelle et piano op. 61 (1962)
- Variations sur un son, Scherzo et Kanzone pour piano, violon et violoncelle op. 73 (1978)
- Trio pour piano, violon et violoncelle sur des chansons des mers du Sud op. 78 (1980), (nouvelle version de l'op. 69)

#### Quatuors
- Quatuor à cordes en sol mineur op. 7 (1927)
- Musique en deux mouvements pour quatuor à flûte à bec ou autres instruments op. 53/2 (1954)
- Douze variations sur "Nun laube, Lindlein, laube" pour quatuor à flûte à bec ou autres instruments op. 53/3 (1954)
- Six variations sur "Es taget vor dem Walde" pour quatre guitares (1957)
- Musique pour quatuor de flûtes à bec d'après des chants folkloriques allemands (1963)
- Partita sur "Ein' feste Burg" pour quatuor à cordes ou orchestre à cordes (1967)
- Quatuor pour flûte à bec soprano (ou flûte traversière), hautbois, viole de gambe (ou violoncelle) et clavecin op. 62/3 (1975)
- Capriccio pour quatuor à cordes op. 86/1
- Tango nostalgique pour quatuor à cordes op. 86/2

#### Du quintette au septuor
- Dix-huit variations sur une vieille chanson populaire anglaise pour deux flûtes à bec en fa, hautbois, violon, alto et violoncelle op. 30 (1937)
- Divertimento en fa majeur pour flûte, violon, alto, violoncelle et piano op. 21a (1943)
- Musique de chambre pour sept instruments (flûte, hautbois, viole de gambe, clavecin, violon, alto, violoncelle) op. 56 (1955)
- Quintette pour flûte, hautbois, clarinette, cor et basson sur des chansons des mers du Sud op. 69 (1973)

### Instruments Solo
- Trois études pour flûte à bec alto (1958)
- Fantaisie pour violon seul (1966)
- Partita sur "Was Gott tut" pour flûte solo (1979)

#### Musique pour piano
- Musique pour piano d'après des chants folkloriques op. 40 (1940)
- Sonatine en la pour piano op. 48/1 (1948)
- Sonatine en mi pour piano à quatre mains op. 48/5 (1951)
- Musique pour piano après des chants folkloriques, deuxième série op. 59 (1960)

#### Musique pour orgue
- Variations pour orgue op. 20 (1933)
- Toccata pour orgue op. 31 (1937)

### Musique de jeu pour amateurs
- Petit livre de flûte à bec pour chanter et jouer pour deux flûtes à bec, violon, voix ad lib. op. 27a (1937)
- Petit voyage musical en chansons et danses pour flûtes et violons ou autres instruments, voix ad lib. op. 27b (1938)
- Petite musique de Noël pour trois flûtes à bec ou autres instruments op. 27c (1938)
- Petite suite d'après des Danses du „Notenbuch für Wolfgang“ de Léopold Mozart pour quatuor à flûte à bec, quatuor à cordes ou autres instruments (1938)
- Musique pour quatuor à cordes ou orchestre avec instruments à vent ad lib. (1941)
- Klavierbüchlein für Peter (Livret de piano pour Peter) (1948)
- Flötenbüchlein für Klaus, 16 pièces courtes pour flûte à bec soprano et piano (1950)
- Deuxième Suite d'après des pièces pour piano du „Notenbuch für Wolfgang“ de Léopold Mozart pour quatuor à flûte à bec, quatuor à cordes ou autres instruments (1961)
- Partita de ballet d'après des pièces pour piano tirées du „Musikalisches Blumenbüchlein“ de Joh. Casp. Ferd. Fischer pour quatuor à flûte à bec, quatuor à cordes ou autres instruments (1971)

### Musique vocale

#### Chœur mixte

##### Avec orchestre
- Rilke-Kantate sur des paroles du „Stundenbuch“ (Livre d'heures) pour soprano, baryton, chœur mixte et orchestre op. 43 (1942)
- Und endet doch alles mit Frieden (Et pourtant tout se termine dans la paix), cantate après des paroles de "Hyperion" de Friedrich Hölderlin pour solistes, chœur et orchestre op. 52 (1952)
- Raube das Licht aus dem Rachen der Schlange, cantate pour baryton, chœur et orchestre op. 57 (1957) selon Hans Carossa
- Schweige unseres Alltags Plage (Silence de notre page de tous les jours), cantate aux paroles d'Albrecht Goes pour chœur, voix simples et orchestre (1960)

##### Avec orchestre à cordes ou orchestre de chambre ou instruments individuels
- Die heiligen drei Könige (Les Trois Mages) (Rainer Maria Rilke) pour soprano, chœur mixte et instruments op. 28 (1936)
- Maienkantate über ein altes Tanzlied aus dem Rheinlande pour chœur mixte et instruments (1937)
- Kantate zum Erntefest (Cantate pour la fête de la moisson) selon Heinz Grunow pour chantre, chœur et instruments op. 38 (1918)
- Von Opfer, Werk und Ernte (Du sacrifice, du travail et de la moisson), cantate d'après des poèmes de Hermann Claudius pour chœur, chanteurs et instruments op. 36 (1938)
- Auftrag und Besinnung (commande et contemplation), cantate pour licenciement scolaire d'après divers poètes pour chœur mixte et petit orchestre (1961)
- Von den Jahreszeiten der Liebe (Des Saisons de l'amour) aux versets de Mascha Kaléko pour chœur et sept instruments op. 60 (1961)
- Als Jesus von seiner Mutter ging (Quand Jésus a quitté sa mère), Passion cantate sur une ancienne mélodie de Buchenland pour soprano, baryton, chœur mixte et instruments (1961)
- Versöhnender, cantate sur un fragment d’une première version du "Friedensfeier" de Friedrich Hölderlin pour chœur mixte et orchestre à cordes op. 70/2
- Wunder über Wunder (Merveille sur merveille), Trois poèmes de Joseph von Eichendorff pour voix mixtes et piano, op. 79 (1971/81)

##### Chœur a cappella
- Trois chœurs mixtes d'après des poèmes de Rainer Maria Rilke op. 1 (1924)
- Quatre madrigaux pour chœur mixte op. 3 (1926)
- Trois chansons pour chœur mixte d'après Christian Morgenstern, op. 4 (1925)
- Werkleute sind wir (Nous sommes des ouvriers), motet pour chœur mixte à huit voix a cappella d'après les paroles du „Stundenbuch“ (Livre d'heures) de Rainer Maria Rilke, op. 6 (1927)
- Deux lieder pour chœur mixte d'après Rainer Maria Rilke op. 11 (1929)
- Mensch, was du liebst (Homme, ce que tu aimes), motet pour deux chœurs a cappella d'après Angelus Silesius, op. 12 (1930)
- Chansons d'après d'anciens textes pour voix mixtes d'après différents poètes op. 13 (1930)
- Leben begehren ist der Welt Trost allein (Désirer la vie, c'est réconforter le monde seulement) op. 15/1,
- Um diese Welt ist’s also getan (Dans le monde entier, c'est donc fait), op. 15/2 (1930/32), deux motets pour chœur mixte à quatre voix d'après de vieux poèmes et livre Hiob
- Quatre chansons d'après des textes de Klabund op. 16 (1931)
- Trois chants pour chœur d'après les paroles de Matthias Claudius op. 18b (1933)
- Spruch „Blumen reicht die Natur“ (Les fleurs sont un don de la nature) d'après J. W. von Goethe à quatre voix mixtes (1935)
- Chorliederbuch nach Gedichten von Hermann Claudius pour chœur mixte op. 39 (1939)
- Novembertag (Jour de novembre) d’après les paroles de Christian Morgenstern pour chœur mixte (1940)
- Trois chœurs d'après des poèmes de Fritz Diettrich pour chœur mixte à quatre voix op. 46 (1944)
- Trois chansons d'après des poèmes de Rainer Maria Rilke pour chœur mixte op. 47 (1946)
- Gott, schweige doch nicht also (Dieu, ne reste pas silencieux), motet pour voix mixtes d'après le texte du Psaume 84 (83) [Quam dilecta], op. 51/1 (1950)
- Wenn mein Stündlein vorhanden ist (Si ma petite heure est venue) motet à quatre voix mixtes, op. 51/2 (1953)
- Vers joyeux de Wilhelm Busch et Eugen Roth pour voix mixtes op. 54 (1954)
- Bist du auch Meere weit (Si tu es, aussi, loin des océans) d’après Ludwig Derleth,
- Chant d'adieu de Georg von der Vring, deux chants d'amour de l'opus 42, versions pour chœur mixte (1956)
- Gedenke an deinen Schöpfer (Souviens-toi de ton Créateur), Motet d'après Prediger 12 pour quatre voix mixtes op. 51/3 (1959)
- Quatuor Carmina Latina [chants/poèmes latins] d'après Catulle et Horace pour chœur mixte (piano ad lib.) op. 64 (1966)
- Chorzyklus [Cycle choral], 1974, d'après Johann Wolfgang von Goethe, Matthias Claudius, Joseph von Eichendorff, Martin Opitz et Albrecht Goes, op. 71 (1974)
- Cinq chants d'après Mörike, Schiller, J. Paul et Goethe pour chœur mixte op. 74 (1976)
- ...meiner Sehnsucht grüner Kahn, quatre poèmes de Jörg Modlmayr pour chœur mixte op. 76 (1978)
- Herr, Du erforschest mich (Seigneur, je suis face à ton regard et ton estime), Motet d'après les paroles du Psaume 139 (138) [Domine probasti me], pour chœur mixte op. 77 (1979)
- Nachlese [Morceaux choisis de lectures], neuf chansons pour chœur mixte (versions finales) op. 80 (1981)
- Five English Poems (Cinq poèmes anglais) (Wordsworth, Anonymus v. 1600, L. Hunt, C. Patmore, Longfellow) pour quatre voix mixtes op. 82 (1975/82)
- Wandrers Nachtlied - Phénomène d'après J. W. von Goethe pour chœur mixte op. 83 (1982)
- Sechs Sprüche (Six dictons) du „Cherubinischer Wandersmann“ d'Angelus Silesius pour chœur mixte op. 84 (1984)
- Deux motets d'après Joh. G. Herder pour chœur mixte op. 85 (1984)
- Missa brevis pour chœur mixte op. 87 (1985)

##### Musique liturgique
- Deutsche Liedmesse (Messe de chant allemand) à trois voix mixtes et trois instruments (1949)
- Deutsches Proprium vom Feste Mariä Himmelfahrt (Proprium allemand de la fête de l'Assomption de la Vierge Marie) pour soprano, chœur mixte et orgue ad lib. (1951)
- Cinque petits motets festifs pour trois voix mixtes avec instruments ad lib. (1953)
- Such, wer da will, ein ander Ziel (Trouvez celui qui veut un autre but), motet pour trois voix et instruments ad lib. (1949)
- Lobt Gott, den Herrn der Herrlichkeit (Loué soit Dieu, le Seigneur de Gloire), motet pour trois voix mixtes et deux violons ad lib. (1949)
- Mein schönste Zier und Kleinod bist, Choralkantate pour chant paroissial, chœur mixte et chœur à vent à quatre voix (1954)
- Nun freut euch, lieben Christen gmein (Maintenant, réjouissez-vous, chers chrétiens), Choralkantate pour le chant de la congrégation, chœur mixte et chœur à vent à cinq voix (1955)
- Meine Seele erhebt den Herrn (Mon âme exalte le Seigneur), le Magnificat allemand pour Cantor, Choral Choir et Figural Choir) (1955)
- Befiehl du deine Wege (Commandez vois voies), motet pour chœur à trois voix et chant paroissial, instruments ad lib. (1957)
- Sei Lob und Ehr dem höchsten Gut (Louange et honneur au Bien le plus haut, ou au Bien suprême) pour trois chœurs (huit voix mixtes), instruments ad libitum (1962)
- Psaumes 18 (19), 64 (65), 91 (92), 135 (136), 147, Chant de Baruch pour chantre, chœur et orgue (1963-67)
- Un grand nombre de chœurs a cappella ou avec différents instruments ad libitum (1932–1970)
- Un certain nombre de préludes d'orgue et de mouvements d'accompagnement (1944-1968)

##### Cantates et chants pour amateurs
- Lob des Sommers (Louange de l'été), petite cantate pour trois voix et trois instruments d'après des paroles du XVIIe siècle (1937)
- Tanzlied im Maien (Chanson à danser du mois de mai) pour voix et instruments (1938)
- Gehn täglich viele Leute (Beaucoup de gens marchent tous les jours) (poète inconnu), cantate pour chœur et instruments (1953)
- Musik, du edle Trösterin, cantate d'après différents poètes pour voix et instruments mixtes (1954)
- For what we have received, "Ormesby Grace", (Pour ce que nous avons reçu), prière avant le repas, pour trois voix mixtes (1931)
- Morgenlied eines Bauersmanns (Chanson matinale d'un paysan) (Matthias Claudius) à trois voix mixtes (1938)
- Zeit der Reife (Temps de maturité) (Hermann Claudius) pour trois voix mixtes (1939)
- Hochzeitsgesang (Chant de mariage) (Bernt von Heiseler) pour quatre voix mixtes (1940)
- Frühling, der die Welt umblaut (texte de Conrad Ferdinand Meyer) (Printemps, qui fleurit le monde) pour trois voix mixtes (1941)
- Täglich zu singen (Chants quotidiens) (Matthias Claudius) et autres chœurs anciens et nouveaux pour quatre voix mixtes, 11 arrangements et 8 avec mélodie propre ("Jeden Morgen geht die Sonne auf", "Der Mensch hat nichts so eigen" etc.) sur des textes de Matthias et Hermann Claudius, Simon Dach et d’autres (1938-1954)

##### Cantates et arrangements de chansons pour amateurs
- Cantate de Noël sur la chanson "Vom Himmel hoch, o Engel kommt" pour trois chants et trois voix instrumentales (1932)
- Frau Musica chante (Martin Luther) pour trois voix mixtes et deux instruments (1937)
- Wie schön blüht uns der Maien à trois voix mixtes (1938)
- Es geht eine dunkle Wolk herein pour quatre voix mélangées (1938)
- Sagt an, wer ist doch diese à trois voix mixtes et violon ad lib ? (1947)
- Laßt uns erfreuen herzlich sehr à trois voix mixtes (1947)
- Und unser lieben Frauen à trois voix mixtes (1947)
- Der Winter ist vergangen, Jetzt kommen die lustigen Tage, Und in dem Schneegebirge, O Tannenbaum, Wenn alle Brünnlein fließen, Jetzt kommt die fröhliche Sommerzeit, Der Kuckuck auf dem Turme saß (hollandais.), sept cantates de chant pour chœur mixte et instruments (1953)
- Ei wohl eine schöne Zeit, des chants vieux et nouveaux à trois voix mixtes (1939-1954)
- Schoon Jonkfrouw, ik moet u klagen, Al onder de Weg et quatre autres chansons populaires flamandes à trois ou quatre voix, avec ou sans instruments (1958-1965)
- A la claire fontaine et deux autres chansons populaires françaises (1952-1965)
- I will give my love an apple (Je donnerai à mon amour une pomme), cantate pour chœur mixte à trois voix et instruments (1959)
- Derby Ram, cantate pour chœur à trois voix et instruments (1959)
- Jardin d'amour à quatre voix mixtes (1959)
- Au clair de la lune pour chœur mixte à trois voix et instruments (1959)
- Sù, saltè, ballè, putele (fille, danse, chant et saut), cantate sur un chant populaire vénitien pour chœur mixte et instruments (1960)
- Es liegt ein Schloß in Österreich (Il y a un château en Autriche), petite cantate d'après une ancienne ballade folklorique pour voix solistes, chœur mixte et instruments (1962)
- J'ai tant pleuré (Roussillon) pour chœur mixte (1973)
- Ého, ého, ého, ého (Bourgogne) pour chœur mixte (1973)
- Mamma, o mamma dimmi pour voix mixtes (1973)
- Jetzt kommt die Zeit (Maintenant vient le temps) à quatre voix mixtes (1979)

#### Chœur pour voix égales

##### Avec orchestre
- Ihr müßt wandern unermüdlich (Il faut errer inlassablement), cantate selon Hans Carossa pour voix féminins et instruments op. 57a (1957)
- Halte dich hoch über dem Leben, Cantate selon Joseph von Eichendorff pour voix féminins et instruments op. 58 (1957)

##### A cappella et avec des instruments individuels
- Quatre chansons d'après des textes de Klabund pour chœur de femmes à quatre voix op. 16 (1931)
- Abendständchen (Clemens Brentano) pour chœur de femmes et flûte à bec soprano (1935)
- Das kleine Federspiel, cantate sur des paroles de "Des Knaben Wunderhorn" pour chœur de femmes à trois voix et deux flûtes soprano (1935)
- Onze chœurs d'hommes d'après des poèmes de Ludwig Derleth de "Der fränkische Koran" (1951)
- In dieses Herbstes Stunden (En ces heures d'automne), chansons et chants d'après divers poètes op. 55 (1935-1954)
- Pfirsichblüte (Fleur de la pêche) (Klabund) pour trois voix féminines dans "Lieber Nachbar", des chants vieux et nouveaux pour voix égales (1938)
- Trois poèmes de Hermann Hesse pour chœur de femmes op. 66 (1957-1966)
- Proprium zum Ostersonntag (Proprium le dimanche de Pâques) pour chœur de femmes à trois voix (1972)

##### Cantates et chants pour amateurs
- Schein uns, du liebe Sonne (Brille sur nous, cher soleil) (poète inconnu), Glück (bonheur) (Hermann Stehr) pour trois voix féminines (1940)
- Juchhe, der erste Schnee (paroles Karl Marx), Wie hoch ist der Himmel (Version de paroles A. Muggenthaler), deux cantates pour chœur d'enfants et instruments (1962)
- Endlich ist es nun soweit (Enfin le temps est venu) (R. Habetin) pour trois voix égales (1965)

##### Cantates et arrangements de chansons pour amateurs
- All mein Gedanken (Toutes mes pensées) et autres chansons pour trois voix féminines dans "Lieber Nachbar" (1935-1955)
- Kein schöner Land, Die Gedanken sind frei et autres chansons pour chœur d’hommes en "Nagels Männerchorbuch" (1952)
- Ihr kleine Vögelein (A. E. Kopp d'après Angelus Silesius) pour chœur de femmes à trois voix et instruments (1954)
- Freut euch, ihr Schäfersleut und Widewidewenne (Réjouissez-vous, femme de berger et Widewidewenne), deux cantates pour des infants pour voix et instruments (1954)
- The Tailor and the Mouse (Le tailleur et la souris), cantate pour chœur d'enfants et instruments d'après un chant populaire anglais (1957)
- Sur le pont d'Avignon, Cantate de chant pour voix égales (voix d'enfants) et instruments (1957)
- Lavender's Blue, Chanson populaire anglaise pour chœur d'enfants et instruments (1961)
- Il était un petit navire, cantate pour chœur à trois voix et instruments (1964)

#### chant solo

##### Avec orchestre
- Gebete der Mädchen zur Maria (Prières des filles à Marie), cycle de chants d'après Rainer Maria Rilke pour soprano et orchestre à cordes op. 2 (1924, version finale 1948)
- Rilke-Kreis pour mezzo-soprano et orchestre de chambre op. 8 (1952, version originale pour piano 1920-1927)
- Trois chants à des paroles de Stefan George pour voix moyenne et orchestre de chambre op. 22 (1934)
- Fragment de "Mnemosyne" de Friedrich Hölderlin pour soprano et orchestre à cordes op. 70/1 (1973)
- Die Entschlafenenen selon Friedrich Hölderlin pour soprano et orchestre à cordes op. 70/3 (1974)

##### Avec des instruments individuels
- Die unendliche Woge (The Infinite Wave) (Klabund), petite cantate de chambre pour ténor, clarinette (ou alto) et violoncelle op. 14 (1930)
- Neuer Rilke-Kreis, cinq chansons du „Buch der Bilder“ (Livre des Images) pour une voix du milieu, deux flûtes, deux altos et deux violoncelles op. 17 (1931)
- Vier Gesänge vom Tage (Quatre chansons du jour) d'après différents poètes pour basse et quatuor à cordes (également orchestre à cordes) op. 25 (1936)
- Botschaft (Message), cantate selon Friedrich Georg Jünger pour une voix de soprano, deux flûtes à bec alto (ou flûtes traversières) et quintette à cordes (ou petit orchestre à cordes) op. 41a (1942)
- Trois chansons d'amour (G. von der Vring, Will Vesper, Ludwig Derleth) pour soprano et quatuor à cordes op. 42a (1942)
- Da Christus geboren war (Depuis la naissance du Christ), cantate de Noël sur une ancienne mélodie pour alto, flûte, violon, viole de gambe (ou violoncelle) et clavecin (aussi orgue ou piano) (1951)
- Nur einen Schritt noch (Plus qu'un pas) (Luise Resatz), cantate pour soprano, ténor et baryton solo, quatre flûtes à bec, flûte traversière, violon, violoncelle et clavecin op. 72 (1975)

##### Avec piano et instruments individuels
- Rilke-Kreis, cinq chansons pour une voix et piano op. 8 (1920-1927)
- Quatorze chansons d'après des poèmes de Hermann Claudius pour voix et piano op. 26 (1936)
- Nouvelles chansons d'après des poèmes de Hermann Claudius pour voix et piano op. 29 (1937)
- Frühlingstau in deinen Augen (Rosée de printemps dans tes yeux) (Ludwig Derleth), cantate de chambre pour alto, flûte à bec et piano op. 38 (1939)
- Botschaft (Message), cantate d'après F. G. Jünger pour soprano, deux flûtes à bec alto et piano op. 41 (1940)
- Chansons d'amour d'après divers poètes pour voix chantante et piano op. 42 (1940)
- Reifende Frucht (Fruit en maturation) (Ernst Kraus), Trois duos pour soprano, alto et piano op. 23 (1935-1941)
- Fünf Rilke-Lieder (Cinq chansons de Rilke) de „Frühe Gedichte“ (Premiers poèmes) pour voix et piano op. 45 (1943)
- Chants et proverbes de Goethe pour voix aiguë et piano op. 49 (1949)
- Der Panther (La Panthère) et autres poèmes de Rilke pour basse voix et piano op. 50/1 (1949)
- Das Karussell (Le carrousel) et autres poèmes de Rilke pour voix haute et piano op. 50/2 (1950)
- Quatre chansons d'après des poèmes de R. Habetin pour soprano, flûte et piano op. 63 (1965)
- Trois chansons d'après des poèmes de Goethe pour ténor et piano op. 65 (1966-1981)

#### Canons a cappella et avec instruments (sélection)
- Nacht bricht an (La nuit tombe) (Novema Marx) à quatre voix (1935), également en néerlandais, français et anglais.
- Sonne ist hinabgestiegen (Le soleil est descendu) (Karl Marx) à quatre voix (1935), aussi néerlandais et français.
- Schläft ein Lied in allen Dingen (Dort une chanson en toutes choses) (Eichendorff) à quatre voix (1935), également en français et en anglais
- Kuckuck sitzt auf hoher Buchen (Coucou assis sur de hauts hêtres) (Karl Marx) à deux voix dans le quart inférieur (1935), également français et finlandais.
- Laßt uns tanzen (Dansons) à trois voix (1939), également en finnois
- Sine musica nulla vita à quatre voix (1954)

## Documents et publications
- Lettres de Karl Marx, dans la collection de l'éditeur de musique de Leipzig C. F. Peters aux Archives d'État de Leipzig.
- Analyse der Klaviersonate B-Dur (KV 333) von W. A. Mozart (Analyse de la sonate pour piano en si bémol majeur (KV 333) de W. A. Mozart), Stuttgart 1966.
- Zur Einheit der zyklischen Form bei Mozart, Stuttgart 1971, avec 134 exemples de musique.
- Neue Musik – Ausdruck unserer Zeit (La musique nouvelle - expression de notre temps). Hausmusik, vol. 13, 1949, p. 29-38.
- Der Neue Liedsatz. (???) Hausmusik, vol. 15, 1951, p. 117-125.
- Einführung in ein zeitgenössisches symphonisches Werk: Béla Bartók, Musik für Saiteninstrumente, Schlagzeug und Celesta (Introduction à une œuvre symphonique contemporaine : Béla Bartók, musique pour instruments à cordes, percussions et célesta). Musikerziehung in der Schule, Mayence 1965, pp. 216-232.
- Schulmusik zwischen Kunst und Wissenschaft (La musique scolaire entre art et science). Musica, vol. 12, 1958, p. 511-514.
- Grenzen des Verständnisses und der Ausführbarkeit in den Bereichen der Gebrauchsmusik (Limites de compréhension et de praticabilité dans le domaine de la musique commerciale). Hausmusik, 24e année 1960, pp. 116-124.
- Kasseler Musiktage. Hausmusik, 25e année 1961, pp. 169-179.
- Über die zyklische Sonatensatzform, zu dem Aufsatz von Günther von Noé  (Sur la forme cyclique de la sonate, à l'essai de Günther von Noé). Neue Zeitschrift für Musik, 125e année 1964, pp. 142-146.
- Einige Anmerkungen zu Schuberts Forellenquintett und Oktett (Quelques notes sur le quintette de truites et l'octuor de Schubert). Neue Zeitschrift für Musik, 132e année 1971, pp. 588-592.
- Über thematische Beziehungen in Haydns Londoner Symphonien (Sur les relations thématiques dans les symphonies de Haydn à Londres). Haydn-Studien, vol. IV, 1976, p. 1-20.
- Der musikalische Schaffensprozeß (Le processus créatif musical). Schwäbische Sängerzeitung, Vol. 31, 1982, pp. 256-260.